# Osias Beert
Osias Beert ou Osias Beert l'Ancien (vers 1580 - décembre 1623) est un peintre flamand actif à Anvers. Il a joué un rôle important dans le développement initial des natures mortes de fleurs et des "petits-déjeuners" (ontbijtjes) en tant que genres indépendants dans l'art nord-européen. Il est reconnu comme l'un des artistes les plus influents de la première génération de peintres de natures mortes en Flandre.

## Biographie
On sait peu de chose sur la jeunesse de cet artiste. Il est probablement né à Courtrai vers 1580. Peu après, au printemps 1582, la famille déménagea à Anvers. À partir de 1596, il est mentionné comme l'élève du peu connu Andries van Baseroo (ou 'van Baseroo'). Il devint maître de la guilde de Saint-Luc d'Anvers en 1602.
Il se marie en janvier 1606 avec Margriet (ou Margarita) Ykens, dont il eut en 1622 un fils, Osias Beert le jeune, qui fut aussi un maître de la guilde de Saint-Luc à partir de 1645. Osias Beert le jeune, ainsi que les élèves de Beert l'Ancien, sont probablement responsables des nombreuses répliques et variantes des compositions de Beert l'Ancien qui existent encore aujourd'hui. Margriet Ykens fut la tante de Frans Ykens. Osias Beert l'Ancien fut membre de la chambre de rhétorique Den Olijftak à partir de 1615.
En même temps que ses activités de peintre, il travailla dans le négoce du liège pour augmenter ses ressources. Le fait qu'il ait eu cette deuxième profession suggère qu'il n'avait pas un revenu élevé en tant que peintre. Il habita dans le quartier des pêcheurs, un quartier modeste d'Anvers. Après sa mort, sa veuve Margriet Ykens a dû vendre les meubles et les tableaux du couple pour payer une dette envers le peintre David Rijckaert II qui leur avait prêté de l’argent pour ouvrir leur négoce.

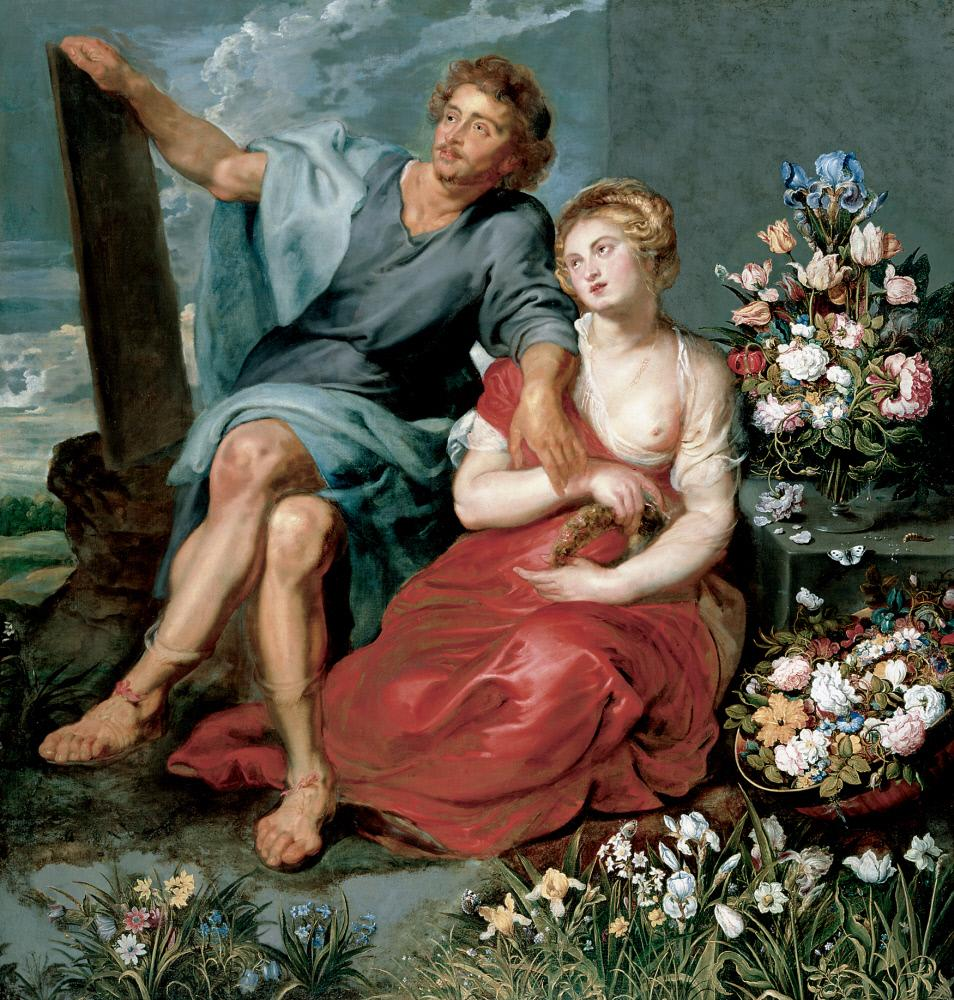
Pausias et Glycéra, collaboration avec Pierre Paul Rubens

Il forma dans son atelier quelques élèves entre 1605 et 1618 dont: Hans Ickens, Pieter Doens, son neveu Frans Ykens, Paulus Pontius, Jan Willemssen et Frans van der Borcht. Il a collaboré avec Rubens comme dans le Pausias et Glycéra.

## Œuvre
Osias Beert est principalement connu comme peintre de fleurs et ontbijtjes (natures mortes « de petit déjeuner »), genres dans lesquels il a joué un rôle de pionnier. Il existe douze tableaux signés ou monogrammés de lui et il n'a jamais daté ses tableaux. Trois de ses tableaux sur cuivre portent la marque du fabricant de panneaux Pieter Stas ainsi que les dates 1607, 1608 et 1609. Même si le manque d’œuvres datées a rendu difficile la datation de son travail, l’analyse stylistique permet une chronologie approximative. Les œuvres avec un point de vue élevé et peu de chevauchement d'objets sont considérées comme antérieures à celles avec un point de vue inférieur et une disposition compacte des objets. Ces dernières œuvres ont également une meilleure cohérence spatiale.
Beert a créé un nouveau type de nature morte parmi les peintures de fleurs qui est devenue l’une de ses spécialités: la nature morte de fleurs complexe. Dans ces œuvres, Beert combine des fleurs dans deux, trois, voire quatre récipients dans le même tableau, créant ainsi une composition complexe. Ses natures mortes de fleurs, montrant souvent un vase de fleurs dans une niche peu profonde ou un panier rempli de fleurs, comme dans le Panier de fleurs (Musée des Beaux-Arts de Houston), rappellent les œuvres d'Ambrosius Bosschaert. Chaque fleur est dépeinte à son apogée et avec beaucoup de détail. Les fleurs représentées dans le même bouquet sont des fleurs qui fleurissent pendant différentes saisons et n'auraient jamais pu être réellement rassemblées dans le même vase. Osias Beert répète souvent des motifs dans ses natures mortes et répète parfois de grandes parties de la même composition. Les plats de porcelaine chinoise Wanli avec des fruits sont une caractéristique récurrente de la nature morte de Beert.
Dans la palette de Beert, les tons terreux prédominent souvent, équilibrées par des bleus et des gris froids et renforcées par des accents de rouge, de jaune et de vert vif. Ses fleurs, de par la nature de leur sujet, montrent plus de variation dans leur palette. Osias Beert a souvent peint sur des panneaux de chêne, en utilisant une technique de vitrification. En utilisant plusieurs couches superposées d’huile très fluide, il a pu obtenir une transparence et une grande variété de couleurs.
Le symbolisme n’est jamais explicitement présent dans les natures mortes de Beert. Les feuilles mangées par les vers, les pétales et les rameaux tombés pourraient laisser penser à une vanité. Le papillon et la libellule peuvent symboliser l'âme libérée qui, après une vie vertueuse, peut s'élever au ciel dans l'au-delà.
Il a influencé son neveu Frans Ykens ainsi que d'autres artistes anversois et étrangers tels que Jacob van Es, Jacob van Hulsdonck, Hendrik van Steenwijk II, François Garnier, Louise Moillon et Miguel de Pret,.
Considéré comme un précurseur dans le développement de la nature morte, Beert, demeuré longtemps méconnu, est redécouvert en 1938 lorsque les collectionneurs commencent à s’intéresser de nouveau aux natures mortes.

## Œuvres choisies
Ses tableaux les plus remarquables sont:
- Nature morte avec huîtres, pâtisserie et Fruits, huile sur bois, visible au Staatsgalerie (Stuttgart) (Allemagne).
- Nature morte avec Fruits, huile sur bois, visible au Musée national de Yerevan (Arménie).
- Nature morte au homard, huile sur bois, aux Musées royaux des beaux-arts de Belgique, à Bruxelles.
- Nature morte aux huitres, huile sur bois, aux Musées royaux des beaux-arts de Belgique, à Bruxelles.
- Nature morte aux friandises, huile sur bois, aux Musées royaux des beaux-arts de Belgique, à Bruxelles.
- Nature morte aux huitres et verres, huile sur bois, visible au Musée du Prado (Espagne).
- Nature morte aux raisins, grenades et abricots (attribuée ou œuvre d'atelier), huile sur bois, 50 × 75 cm, visible au Musée des beaux-arts de Caen (France).
- Corbeille de fleurs, huile sur bois, visible au Musée du Louvre (France).
- Nature morte aux légumes, fruits et coupes, huile sur bois, visible au Musée de Grenoble (France).
- Nature morte au singe, huile sur bois, 97 × 126 cm, Musée des beaux-arts de Nantes[13]
- Nature morte avec pommes, raisins et un vase de fleurs, huile sur bois, visible au Liechtenstein Museum.
- Nature morte avec coupe Nautilus, fruit, noix et vin, huile sur bois, visible au Brighton Museum and Art Gallery (Royaume-Uni).
- Panier de fleurs (v. 1615), huile sur bois, visible au Musée d'art de Dallas (Dallas Museum of Art) (Texas).
- Nature morte aux prunes, noix, pommes, framboises et sucreries, musée des beaux-arts de Montréal
- Nature morte aux plats de fruits et verres de vin sur un entablement, Panneau de chêne, 55 × 76 cm, Collection privée, vente Piasa 2004[14]
- Nature morte aux cerises, visible au Nationalmuseum  de Stockholm

## Galerie

«
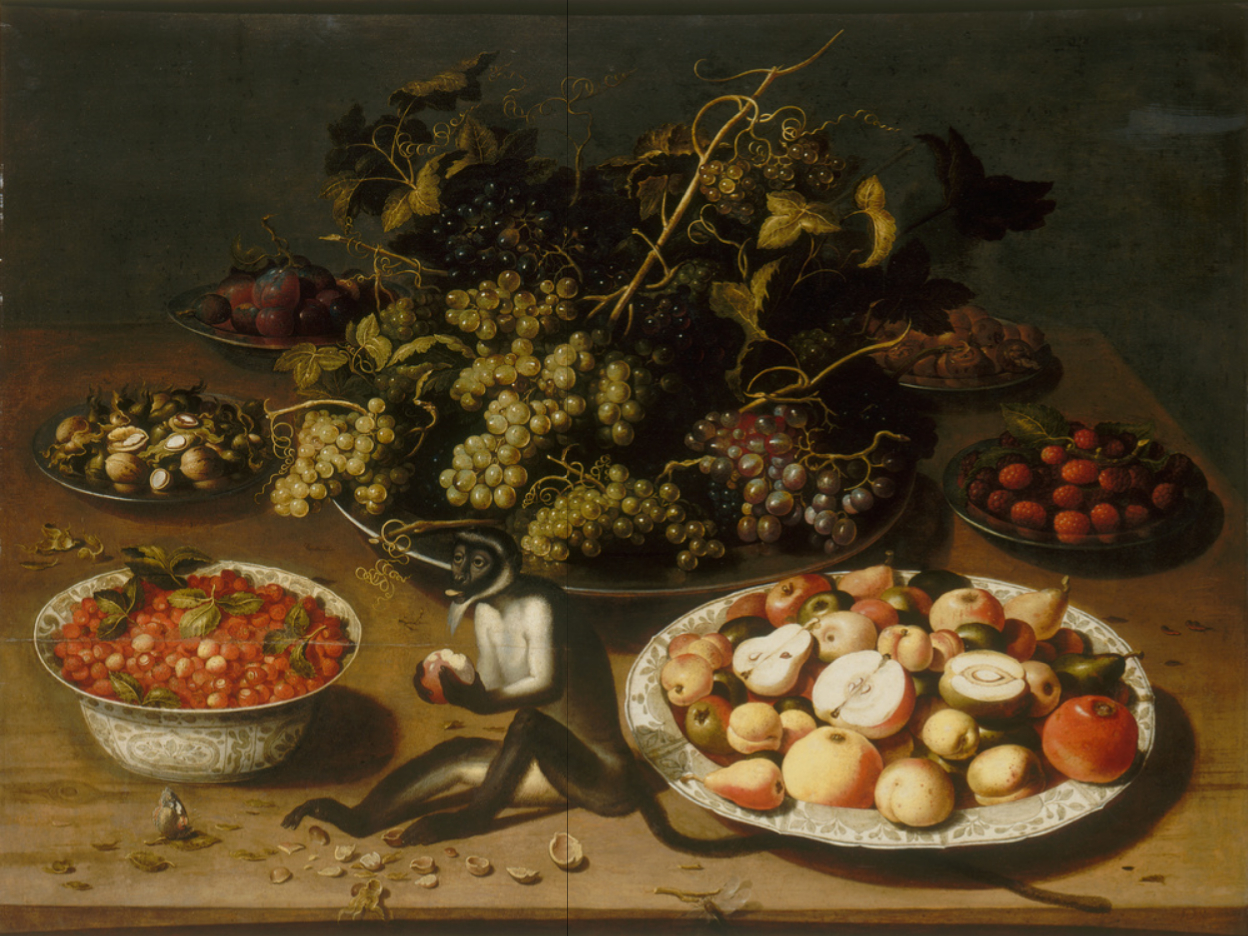
Nature morte au singe, Nantes
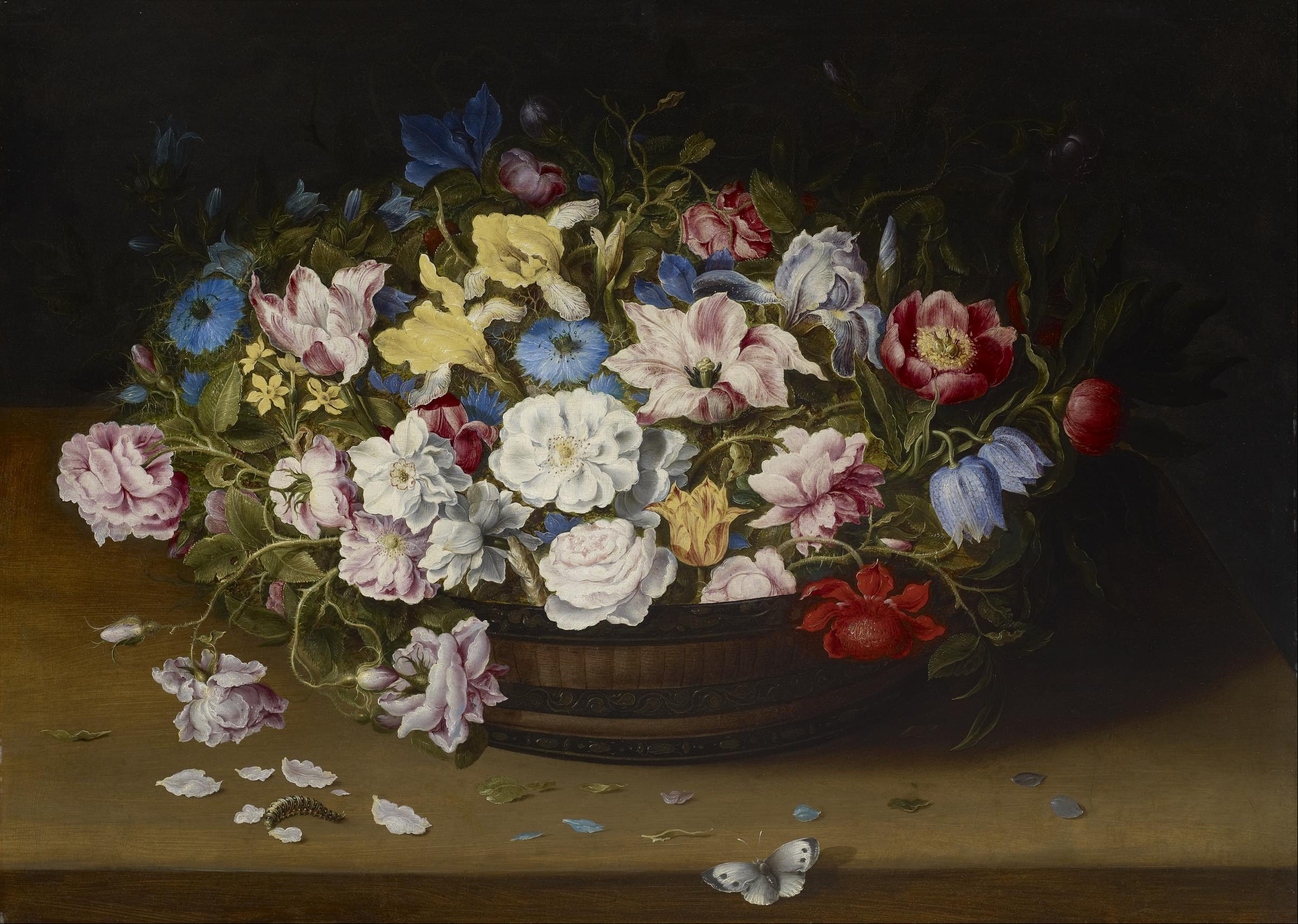
Panier de fleurs, Houston
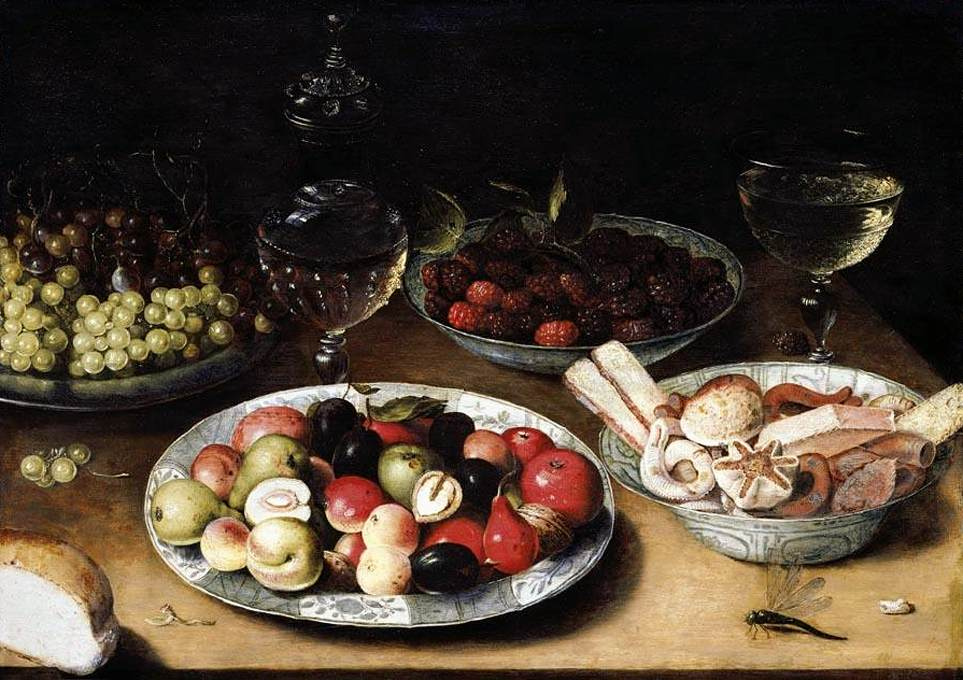
Nature morte aux prunes, noix pommes, framboises et sucreries Collection privée
Nature morte avec huitres, Washington
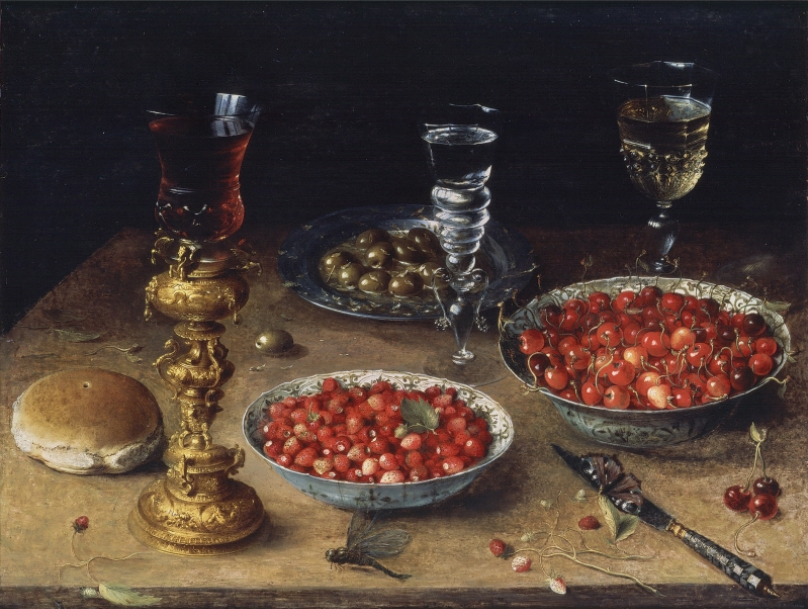
Nature morte avec cerises et fraises dans des bols de Chine, Berlin
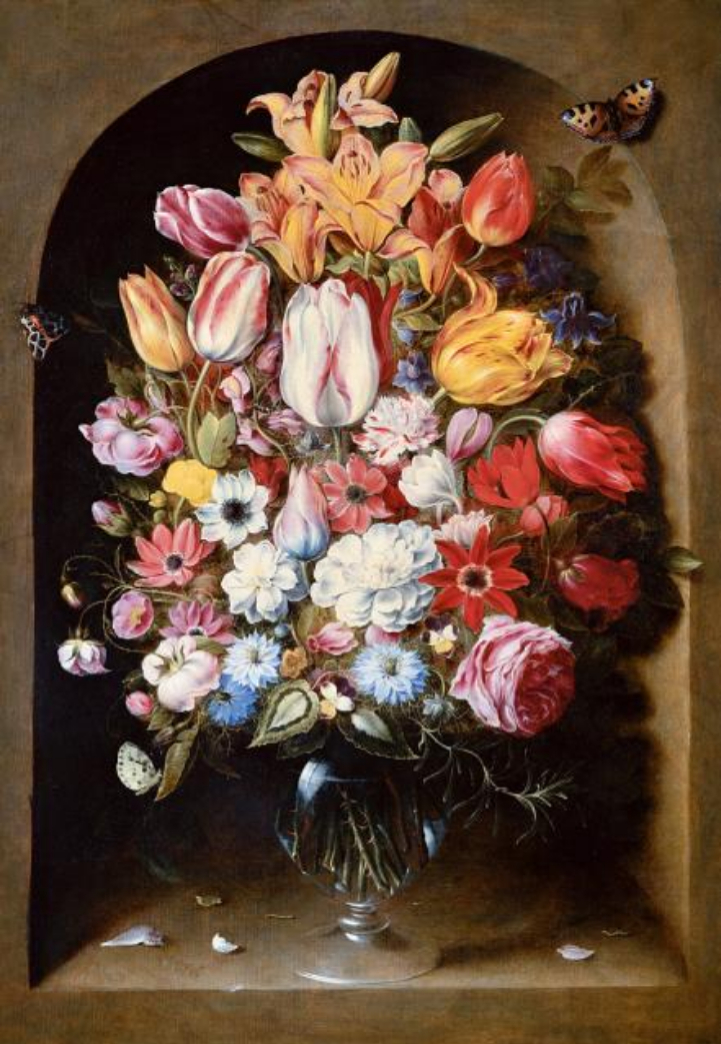
Bouquet dans une niche Maison Snijders&Rockox, Anvers
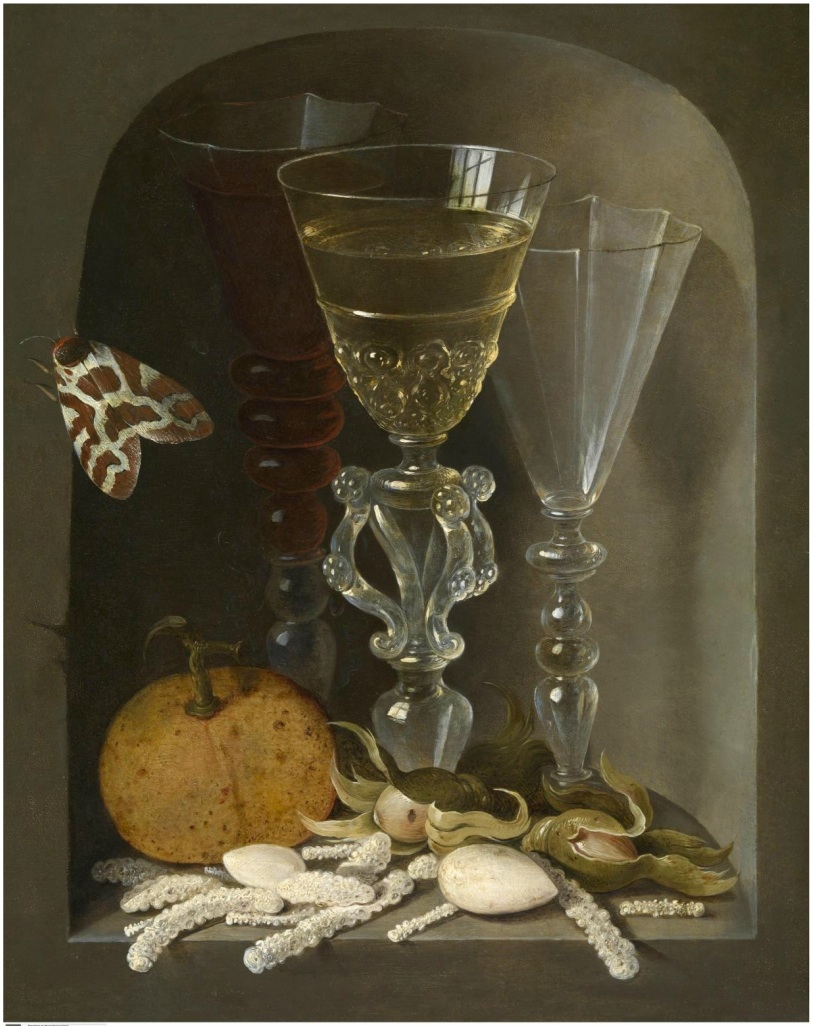
Nature morte avec trois verres de vin dans une niche Anvers
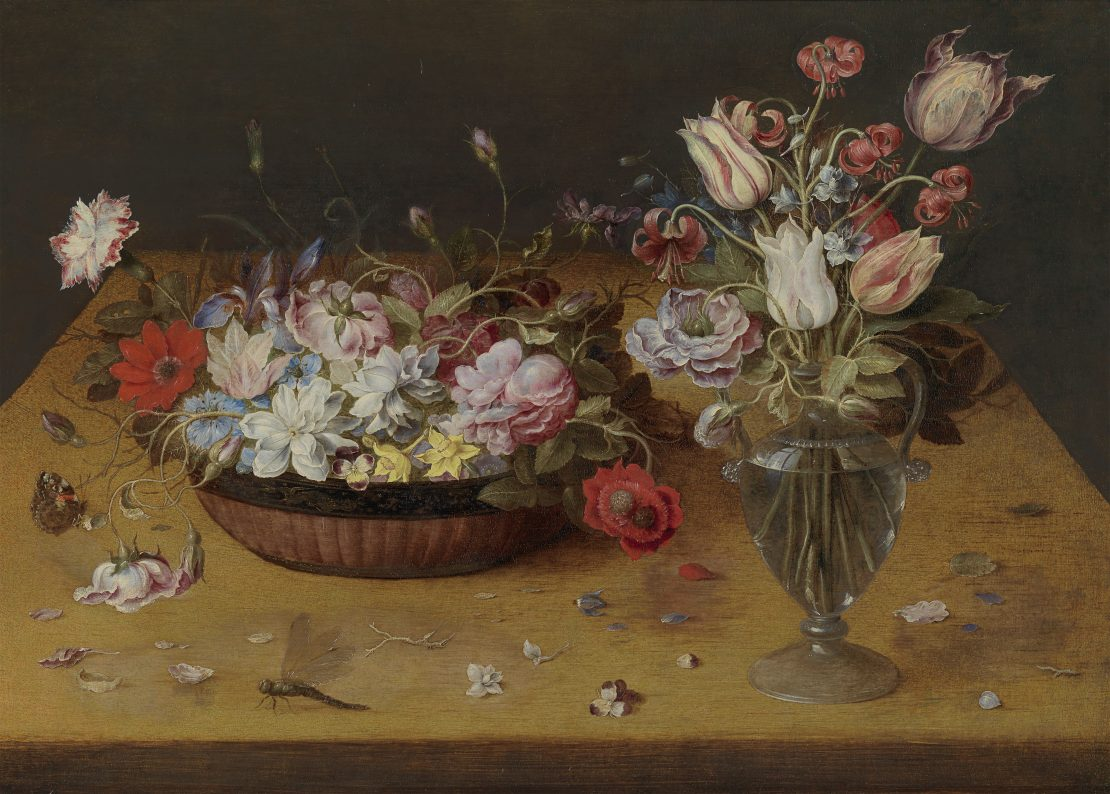
Fleurs dans un panier de laque et dans un vase en verre Collection privée
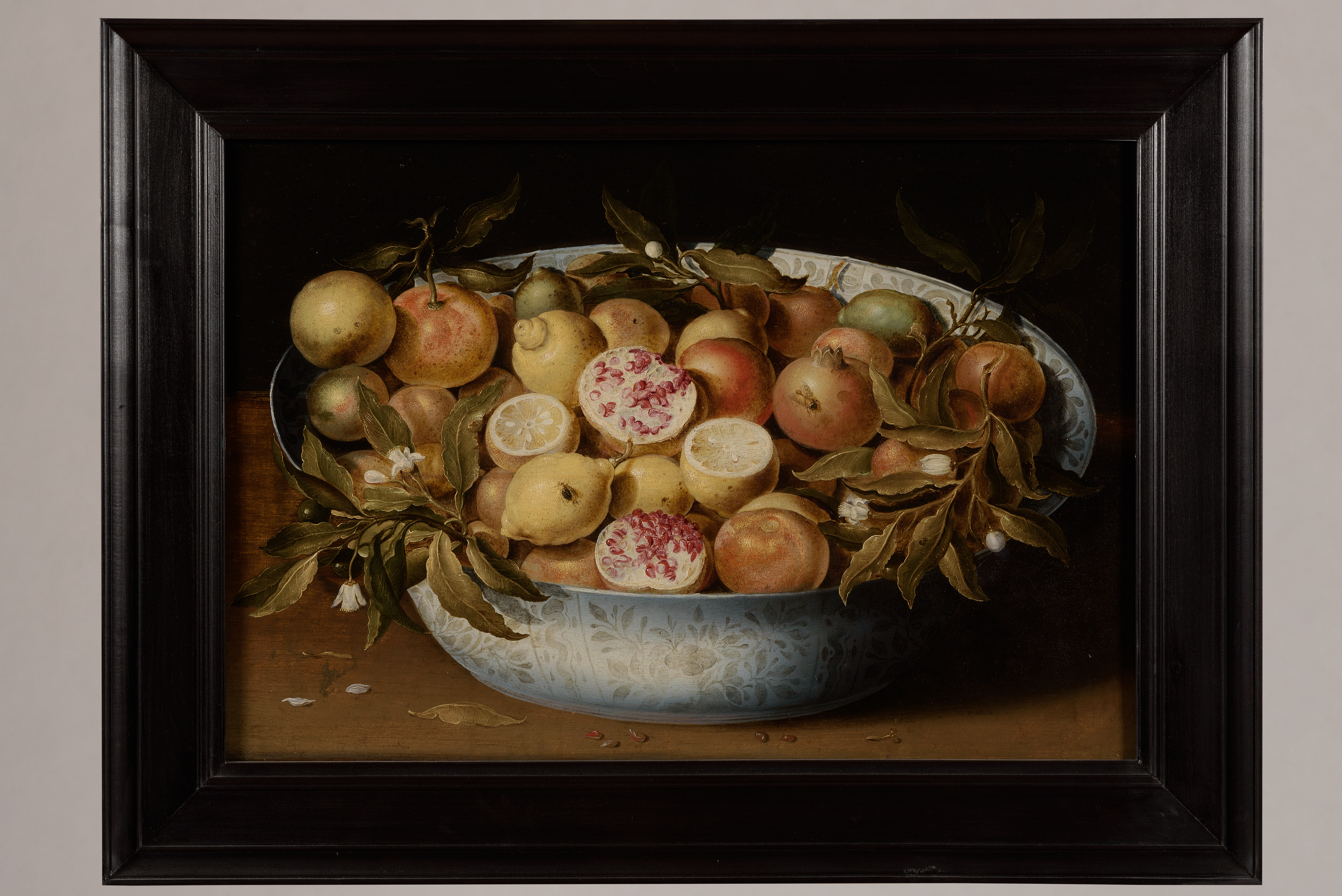
Citrons, grenades et branches de citronnier dans une coupe en porcelaine de Chine, Avignon, Musée Calvet